# 丁未鎮南關之役

广西镇南关起义形势图

鎮南關之役是孫中山領導的第六次反清起義，以失敗告終。因發生在農曆丁未年（1907年），所以又稱丁未鎮南關之役。鎮南關即今友誼關。
1907年12月1日，孙中山派中华国民军镇南关都督黄明堂夜袭镇南关，关上无清兵驻防，革命军成功占领镇南、镇中、镇北三炮台。 孙中山与黄兴、胡汉民、日籍秘书池亨吉、法国军官等人立刻从越南河内赶往镇南关指挥。当时孙中山自谓：「余自乙未广州起义失败以来，历十有四年，至是始得履故国之土地，与革命将士宣力行阵间。」因革命军缺乏弹药，孙中山便回河内筹备弹药，由黄明堂守关5日。此时清廷得知镇南关失守后率军反攻。清广西右江道道台龙济光和广西参将陆荣廷率4000清兵攻关，革命军坚守7日后退入越南燕子山。同时清政府也向法属安南施压，扣留在河内筹备的弹药。 
1908年5月，池亨吉在日本朝日新闻出版《支那革命实见记》一书，记述了他参与镇南关战场的实地见闻，并由孙中山作序。该书中文版译为《中国革命实地见闻录》。 